# Ophiodoris pericalles
Ophiodoris pericalles is een slangster uit de familie Ophionereididae.
De wetenschappelijke naam van de soort werd in 1911 gepubliceerd door Hubert Lyman Clark.